# Dawid Peleg
Dawid Akiwa Peleg (hebr. דוד עקיבא פלג; ur. 25 września 1942 w Jerozolimie, zm. 27 listopada 2013) – izraelski historyk i dyplomata, w latach 2004–2009 ambasador Izraela w Polsce.

## Życiorys
Urodził się w Jerozolimie w rodzinie żydowskich emigrantów z Suwałk. Tam ukończył szkołę podstawową i średnią. W latach 1960–1962 odbył służbę wojskową, po zakończeniu której podjął studia na Uniwersytecie Hebrajskim w Jerozolimie. W 1965 uzyskał stopień naukowy z historii powszechnej i historii islamu.
Od 1965 pracował w służbie dyplomatycznej – najpierw na placówkach w Afryce, Ameryce i Europie, a potem w latach 1986–1996 w Ministerstwie Spraw Zagranicznych. W następnym okresie był przedstawicielem Izraela przy ONZ. Od stycznia 2004 do marca 2009 był ambasadorem Izraela w Polsce.
Odznaczony Krzyżem Komandorskim Orderu Zasługi Rzeczypospolitej Polskiej (2009).